# Duvholm
Duvholm är en ö nära Lökholmen i Nagu,  Finland.   Den ligger i Pargas stad i den ekonomiska regionen  Åboland  och landskapet Egentliga Finland. Ön ligger omkring 4 kilometer sydväst om Lökholmen, omkring 17 kilometer sydost om Nagu kyrka,  39 kilometer söder om Åbo och 150 km väster om Helsingfors. Närmaste allmänna förbindelse är förbindelsebryggan vid Gullkrona som trafikeras av M/S Nordep och M/S Cheri. Arean är 0,28 kvadratkilometer.
Terrängen på Duvholm är mycket platt. Öns högsta punkt är 27 meter över havet. Den sträcker sig 0,6 kilometer i nord-sydlig riktning, och 0,9 kilometer i öst-västlig riktning.